# Smittium paludis
Smittium paludis är en svampart som beskrevs av Lichtw. & M.C. Williams 1990. Smittium paludis ingår i släktet Smittium och familjen Legeriomycetaceae.   Inga underarter finns listade i Catalogue of Life.